# Flavonol

Estructura de unos flavonoles, se indican los números sustituyentes.

Flavonoles son una clase de flavonoides que tienen como columna vertebral a la 3-hidroxiflavona (IUPAC name : 3-hydroxy-2-phenylchromen-4-one). Su diversidad se deriva de las diferentes posiciones de los grupos fenólico -OH. Son distintos de flavanoles (con una "a", como catequina), otra clase de flavonoides. 
Los flavonoles están presentes en una amplia variedad de frutas y verduras. En la población occidental, la ingesta diaria estimada está en el rango de 20-50 mg por día para los flavonoles. La ingesta individual varía dependiendo del tipo de dieta consumida.
El fenómeno de la doble fluorescencia (debido a transferencia de protones intramolecular en el estado excitado o ESIPT) es inducida por tautomería de flavonoles (y glucósidos) y podría contribuir a la protección UV de la planta y al color de las flores.
Un método de síntesis de flavonoles es la reacción de Algar-Flynn-Oyamada.

## Interacciones de drogas
Los flavonoides tienen efectos sobre la actividad del CYP (P450). Los flavonoides son inhibidores de CYP2C9 y CYP3A4, que son enzimas que metabolizan la mayoría de las drogas en el cuerpo.

## Algunos flavonoles
- 3-hidroxiflavona
- Azaleatina
- Fisetina
- Galangina
- Miricetina
- Quercetina

## Algunos flavonoles glucósidos
- Astragalina
- Isoquercitina
- Rutina